# Хачиян, Эдуард Ефремович
Эдуард Ефремович Хачиян (арм. Էդուարդ Եֆրեմի Խաչիյան; род. 17 августа 1933) — советский и армянский геолог, доктор технических наук, профессор, действительный член АН Армении (1996). Главный научный сотрудник Института геологических наук АН Армении (с 1997). Заслуженный деятель науки Республики Армения (2011).

## Биография
Родился 17 августа 1933 в селе Аракел.
С 1951 по 1956 год обучался в Ереванском государственном университете.
С 1956 по 1997 год на научно-исследовательской работе в НИИ сейсмостойкого строительства АН АрмССР — НАН Армении в должностях: научный сотрудник, старший научный сотрудник, заведующий кафедрой и заместитель директора по наук.
С 1972 года одновременно с научной занимался и педагогической работой в Ереванском государственном университете и в Ереванском государственном университете архитектуры и строительства в качестве преподавателя, профессора и заведующего кафедрой. С 1997 года на научной работе в Институте геологических наук АН Армении в качестве — главного научного сотрудника

### Научно-педагогическая деятельность и вклад в науку
Основная научно-педагогическая деятельность Э. Е. Хачияна была связана с вопросами в области геологии и геосейсмологии, занимался исследованиями в области прикладной сейсмологии и теории колебаний, строительной механики и сейсмостойкого строительства. Э. Е. Хачиян являлся членом редакционной коллегии
научных журналов «НИЦ Строительств», «Бюллетень строителей Армении», «Известия НАН РА, Науки о земле», «Образование и наука в Арцахе» и «Сейсмическое строительство. Безопасность сооружений».
В 1961 году защитил кандидатскую диссертацию по теме: «К исследованию сейсмостойкости сооружений с учетом высших форм колебаний и рассеяния энергии», в 1972 году защитил докторскую диссертацию на соискание учёной степени доктор технических наук по теме: «Исследование сейсмического воздействия на высотные здания и сооружения по акселерограммам сильных землетрясений». В 1978 году ему присвоено учёное звание профессор. В 1996 году был избран действительным членом НАН Армении. Э. Е. Хачияном было написано более двухсот шестидесяти пяти научных работ, в том числе двенадцати монографий, пять свидетельств на изобретения и более шестидесяти научных статей опубликованы в ведущих научных журналах.

## Основные труды
- Исследование сейсмического воздействия на высотные здания и сооружения по акселерограммам сильных землетрясений. — Тбилиси, 1970. — 368 с.
- Сейсмические воздействия на высотные здания и сооружения / Арм. науч.-исслед. ин-т строит. материалов и сооружений «АИСМ». — Ереван : Айастан, 1973. — 327 с.
- Динамические модели сооружений в теории сейсмостойкости / Э. Е. Хачиян, В. А. Амбарцумян. — М. : Наука, 1981. — 204 с.
- Расчет сооружений на сейсмические воздействия : [Сб. ст.] / НИИ стр-ва и архитектуры; Под ред. Э. Е. Хачияна. — Ереван : Айастан, 1982. — 125 с.
- Инженерно-сейсмометрическая служба СССР / [В. М. Дорофеев, В. М. Фремд, Б. Е. Денисов и др.]; Отв. ред. Э. Е. Хачиян; АН СССР, Междувед. совет по сейсмологии и сейсмостойкому стр-ву. — М. : Наука, 1987. — 93 с[3]

## Награды и звания
- Орден «Знак Почёта»
- Медаль Анании Ширакаци (2016)
- Заслуженный деятель науки Республики Армения (2011)
- Премия Президента Республики Армения в области науки и техники (2005)
- Лауреат Межгосударственной премии СНГ «Звёзды Содружества» за 2021 год[4].